# Marek Polasik
Marek Polasik (* 21. Februar 1951 in Pasłęk) ist ein polnischer Professor für Physik und Chemie.

## Leben
Marek Polasik schloss 1974 sein Studium an der Nikolaus-Kopernikus-Universität Toruń mit einem Magister ab und war anschließend als wissenschaftlicher Mitarbeiter tätig. Für seine Dissertation Badania wpływu korelacji elektronowej na strukturę energetyczną atomów wieloelektronowych im Jahr 1985 gewann er den Preis des polnischen Bildungsministeriums. Ab 1986 war er Dozent/Juniorprofessor der Kopernikus-Universität. 1999 wurde er unter dem Kernphysiker Andrzej Sołtan mit Theoretical Study of the X-ray Spectra Accompanying the Collision Processes habilitiert. 2003 erhielt Marek Polasik eine außerordentliche Professur an der Toruńer Universität, 2012 wurde er zum vollen Professor für Physik ernannt, eine entsprechende Stelle erhielt er drei Jahre darauf.

## Werk
Marek Polasik hat über 100 Veröffentlichungen in Peer-Review-Zeitschriften. Weiterhin war er Gutachter für Physical Review Letters, Nuclear Instruments and Methods in Physics, Journal of Physical Organic Chemistry, Polish Journal of Chemistry und weiteren.

### Veröffentlichungen
Auswahl an Veröffentlichungen:
- Mit K. Jankowski, P. Malinowski, Second-order correlation energies for F−, Na+1, Mg+2 and Ar+8 : Z-dependence of irreducible pair energies in Physical Review 1980, S. 51–60
- Theoretical multiconfiguration Dirac-Fock method study on the x-ray spectra of multiply ionized heavy atoms: The structure of the KαLn lines in Physical Review 1989, A 39, S. 616–627
- Mit M.W. Carlen, B. Boschung, J.-Cl. Dousse et al., M-shell ionization resulting from near-central collisions of mid-Z atoms with 5.5-MeV/amu oxygen ions in Physical Review 1994, A 49, S. 2524–2534
- Mit P. Rymuza, D. Chmielewska et al. High resolution study of Kα hypersatellites spectrum of 42Mo atoms induced by 17 MeV/u 16O beam in AIP Conference Proceedings 392, 1997.
- Mit S. Raj, B. B. Dhal, H. C. Padhi, Influence of solid-state effects on the Kβ-to-Kα x-ray intensity ratios of Ni and Cu in various silicide compounds in Physical Review 1998, B 58, S. 9025–9029
- Mit M. Czarnota, D. Banaś, J. Dousse et al. Multiple ionization effects in X-ray emission induced by heavy ions in Brazilian Journal of Physics 2006, S. 546–549
- Mit K. Słabkowska et al., Khα1,2 X-ray Hypersatellite Line Broadening as a Signature of K-Shell Double Photoionization Followed by Outer-Shell Ionization and Excitation in Physical Review 2011, Lett. 107, 073001
- Mit K. Słabkowska, Ł. Syrocki, E. Węder, Individual contributions of M X-ray line from Cu- and Co-like tungsten ions and L X-ray line from Ne-like molybdenum ions – Benchmarks for new approach to determine the high-temperature tokamak plasma parameters in Nuclear Instruments and Methods in Physics Research Section B 2017, S. 265–270
- Mit C. J. Chiara1, J. J. Carroll, M. P. Carpenter et al., Isomer depletion as experimental evidence of nuclear excitation by electron capture, Nature 2018, S. 216–218